# Фабиу Барету
Фабиу Барету (на португалски: Fábio Barreto) е бразилски режисьор, актьор, сценарист и филмов продуцент.

## Биография
Той е роден на 6 юни 1957 година в Рио де Жанейро в семейството на известни филмови продуценти. По-малък брат е на режисьора Бруну Барету.
Започва кариерата си в киното в края на 1970-те години. Филмът му „Игра за четирима“ („O Quatrilho“, 1995) е номиниран за Оскар за най-добър чуждоезичен филм. През 2009 година режисира филма „Лула, синът на Бразилия“ („Lula, o Filho do Brasil“), биография на действащия президент Луис Инасио Лула да Силва. Това е най-скъпият бразилски филм до тогава, но се превръща в търговски и художествен провал и е критикуван като откровена политическа пропаганда.